# Волков, Геннадий Никандрович
Генна́дий Ника́ндрович Во́лков (31 октября 1927, Большие Яльчики, Яльчикский район, Чувашская АССР, СССР — 27 декабря 2010, Чебоксары, Российская Федерация) — советский и российский учёный-педагог, основатель этнопедагогики; писатель и публицист.
Доктор педагогических наук (1967), профессор (1968), академик АПН СССР (1990). Член Союза писателей СССР (1982). Заслуженный деятель науки Российской Федерации (2001).

## Биография

### Происхождение
Родился 31 октября 1927 года в селе Большие Яльчики Яльчикского района Чувашской АССР; отец — учитель математики и физики Никандр Никитич Волков, мать — Евдокия Михайловна Волкова.
С 1935 по 1942 год — ученик Большеяльчикской семилетней школы. С 1942 по 1945 год — ученик Яльчикской средней школы. В 1943—1945 годах работал помощником бригадира второй полеводческой бригады колхоза имени В. И. Ленина, позднее — бригадиром транспортной бригады.
С 1945 по 1949 год — студент физико-математического факультета Чувашского государственного педагогического института. В 1948—1949 годах — стипендиат ЦК ВЛКСМ. В 1948 году был принят в члены ВКП(б). В 1948 году в мужской средней школе № 4 города Чебоксары началась педагогическая деятельность Геннадия Волкова. В дальнейшем работал учителем физики в мужской семилетней школе № 78 города Казани. С 1949 по 1952 год учился в аспирантуре при Казанском педагогическом институте.

### Педагогическая деятельность в советский период
В разные годы работал также воспитателем детского дома, начальником лагеря труда и отдыха в Москве.
С 1950 по 1954 год — старший преподаватель кафедры педагогики Чувашского государственного педагогического института имени И. Яковлева. В 1954 году защитил диссертацию на соискание ученой степени кандидата педагогических наук. С 1954 по 1957 год — председатель месткома института и член Чувашского обкома профсоюза работников просвещения. С 1954 по 1966 год — доцент Чувашского государственного педагогического института имени И. Яковлева. С 1966 по 1967 год — старший научный сотрудник ЧГПИ им. И. Я. Яковлева.
С 1961 по 1973 год — член президиума Чувашского отделения Педагогического общества РСФСР. В 1962 году предложил термин «этнопедагогика».
В 1967 году защитил диссертацию на соискание учёной степени доктора педагогических наук.
С 1967 по 1971 год — проректор Чувашского государственного педагогического института по научной работе. В 1968 году утверждён в ученом звании профессора по кафедре «Педагогика».
В 1970 году был приглашён в Чехословакию с докладом «Ян Амос Коменский и Чувашия», председательствовал на «Угеробродских чтениях» Я. А. Коменского, побывал в Болгарии, Франции.
В 1971 году переезжает работать в Москву, где трудится непосредственно в школах, а с 1972 года работает заведующим сектором педагогики Научно-исследовательского института национальных наук Министерства просвещения РСФСР. С 1975 по 1993 год — заведующий лабораторией педагогики Института национальных школ РСФСР.
С 1979 по 1982 год — профессор секции педагогики и психологии Эрфуртской высшей педагогической школы имени Теодора Нойбауэра (Эрфурт, ГДР). С 1982 года член Союза писателей СССР. 15 марта 1990 года избран действительным членом Академии педагогических наук СССР
Состоял в редакционных коллегиях педагогических журналов России («Педагогика», «Народная школа», «Сельская школа», «Образование в мире — мир образования», «Домашнее воспитание», «Престижное воспитание» и др.).
В 1991 году президент Ассоциации «Народная педагогика» (Москва).

### Деятельность после 1991
С распадом СССР Г. Н. Волков переезжает в Калмыкию, где с 1992 года становится консультантом по этнопедагогической теории и заведующим лабораторией этнопедагогических инноваций при Институте развития личности РАО, где работает по 2003 год. Весной 1993 года читает лекции в Республиканском институте повышения квалификации работников народного образования (РИПК РНО) в Чебоксарах. В 1999 году — профессор Калмыцкого государственного университета.
В 2000 году присуждено звание действительного члена (академика) Российской Академии образования. С 2000 года — профессор кафедры истории образования, этнопедагогики и
яковлевоведения ЧГПУ им. И. Я. Яковлева, директор Научно-исследовательского института этнопедагогики. С 2003 года — директор Научно-исследовательского института этнопедагогики Чувашского государственного педагогического университета им. И. Я. Яковлева.
Подготовил более ста докторов и кандидатов педагогических наук из представителей более тридцати национальностей России. Его ученики, в свою очередь, на местах возглавляют направления этнопедагогики.
Скончался в Чебоксарах в декабре 2010 года.

## Семья и личная жизнь
Братьями Геннадия Волкова являются доктор медицинских наук, Заслуженный врач Российской Федерации Волков Анатолий Никандрович (1931—2021), и кандидат медицинских наук Волков Зинон Никандрович (1934—2011).

## Общественная и творческая позиция
В 2007 года на своем творческом вечере, посвященном 100-летию чувашского поэта А. П. Хузангая, прокомментировал издание шести томов сочинений писателя: «Вот эти шесть томов удивительное достояние для нас. Если говорить по-русски: очень „честное знание“. Сталин… Обращения к Сталину: „Если меня убьют, то прошу считать меня коммунистом“… И это стихотворение было включено. И ещё. Вот у меня есть небольшое пожелание… Я бы хотел посоветовать… Там ничего не искажено… Только одно место… В поэме „Таня“ слово „Сталин“ заменили словом „партия“. Она — Таня — о партии и не подумывала».
Геннадий Волков в интервью 4 марта 2010 года в Чебоксарах: «Академик — это кто? Это Ломоносов. Кто такие, дерьмо собачье, современные академики (да и я тоже…)? А сейчас я ещё и „Российской Академии…“. Я ведь был академиком АНП СССР. А сейчас нет СССР… Поэтому можете обращаться ко мне „профессор“. Настоящий профессор. Сегодня полно лжепрофессоров. Я самый что ни на есть настоящий профессор».
В 2010 году на встрече со студентами ЧГПУ им. И. Я. Яковлева Г. Н. Волков заявил: «Хочу познакомить вас — какой я „плохой“. В научно-исследовательском институте литературы и языка на заседании отделения истории … 20 декабря 1982 года обо мне сказано: „Волков подражает Солженицыну, Сахарову, повторяет Бжезинского … и других антикоммунистов; подменяет основные программные установки КПСС. Эти идеи развращают учащуюся молодежь. Пытается гальванизировать национализм в наиболее махровой форме. Смыкается с самым настоящим поповством, проповедует … религию. … Это обнаженный преддиссидент. Много места отводит нападкам … на коммунистическую партию. Волков считает: в нашей стране существует духовная диктатура, занимающаяся навязыванием идей партии, … считает идеологическую пропаганду партии проявлением духовного экспансионизма“. Хочу вам сказать, что конечно сейчас если бы я был карьеристом, я бы многого мог добиться. Очень подхожу этим перевертышам. Я их вроде друг. Это не я. Этого не было. Никак! Это клевета. Я … вообще никогда никого не предавал. Это правда. А грехов полно…».

## Труды
Автор более 1000 публикаций, в том числе около 50 монографий. Среди педагогических трудов:
- Волков Г. Н. Нравственное воспитание учащихся IV-VIII классов сельской национальной школы : Пособие для учителя. — М.: НИИ нац. шк., 1986. — 102 с.
- Волков Г. Н. Судьба патриарха : Роман-эссе. — Чебоксары: Чуваш. кн. изд-во, 1998. — 349 с. — ISBN 5-7670-1054-4.
- Волков Г. Н. Этнопедагогика : Учеб. для студентов сред. и высш. пед. учеб. зав. — М.: Academia, 2000. — 168 с. — ISBN 5-7695-0413-7.
- Волков Г. Н. Педагогика любви: Избр. этнопед. соч.: [В 2 т.] / Сост. М. Н. Егоров. — М.: Магистр-Пресс, 2002. — Т. 1. — 456 с. — ISBN 5-89317-181-0. (включает произв.: «Становление этнопедагогики как отрасли педагогической науки», «Педагогика национального спасения», «Чувашская этнопедагогика»)

## Оценка деятельности
Заслуженный учитель школы Украинской ССР В. А. Сухомлинский, с которым Г. В. Волков дружил и переписывался, в 1961 году писал: 
Под впечатлением Вашей книги я задумал написать книгу об украинской народной педагогике… Если удастся осуществить замысел, посвящу книгу Вам.

Академик АПН СССР Д. О. Лордкипанидзе, 1975: 
Г. Н. Волков является достойным продолжателем дела великого чувашского педагога Ивана Яковлевича Яковлева. Этнопедагогика — весьма серьёзный вклад в советскую педагогическую науку, значение которого, безусловно, выходит за пределы нашего Отечества.

Президент Республики Калмыкия К. Н. Илюмжинов, 2002: 
Почётным гражданином Республики Калмыкия стал Геннадий Никандрович Волков — за огромный вклад в развитие этнопедагогики народов России, за многолетний труд по воспитанию подрастающего поколения на идеях гуманизма и толерантности.

## Признание и награды

### Награды СССР и Российской Федерации
- Отличник народного просвещения РСФСР (1967)
- Медаль К. Д. Ушинского (1977)
- Заслуженный деятель науки Российской Федерации (2001)

### Награды субъектов Российской Федерации
- Почётный гражданин Чувашской Республики (1997)
- Орден «За заслуги перед Чувашской Республикой» (2007);
- Государственная премия Чувашской Республики за 2006 год (2007),
- Заслуженный учитель Чувашской АССР (1987),

- Почётный гражданин Республики Калмыкия (1997) — за огромный вклад в развитие этнопедагогики народов России, за многолетний труд по воспитанию подрастающего поколения на идеях гуманизма и толерантности;
- Заслуженный деятель науки Республики Калмыкия (1997),

- Заслуженный работник народного образования Республики Саха (Якутия) (1992),
- Нагрудный знак «Учитель учителей Республики Саха (Якутия)» (награда Министерства образования и науки Республики Саха (Якутия))

- Нагрудный знак «За заслуги в образовании» (награда Министерства образования и науки Республики Татарстан)
- Заслуженный деятель науки Республики Тыва (1997)

### Другие
- Лауреат премии АПН СССР им. К. Д. Ушинского (1967) — за монографию «Этнопедагогика чувашского народа. В связи с проблемой общности народных педагогических культур»;
- Отличник народного просвещения Киргизской ССР (1987);
- Памятная медаль Музея имени Я. А. Коменского (1970, Прага, Чехословакия);
- Золотая медаль Общества германо-советской дружбы «Гердер Иоганн Готфрид» — за выдающиеся заслуги в распространении русского языка и русской культуры в духе германо-советской дружбы (1982);
- Почётный доктор Высшей педагогической школы имени Теодора Нойбауэра (Эрфурт, ГДР, 1982);
- Почётная игла Общества германо-советской дружбы в серебре (1982);
- Памятная медаль Теодора Нойбауэра (награда Культурного союза ГДР);
- Почетное звание «Активист Социалистического Труда ГДР».

## Память

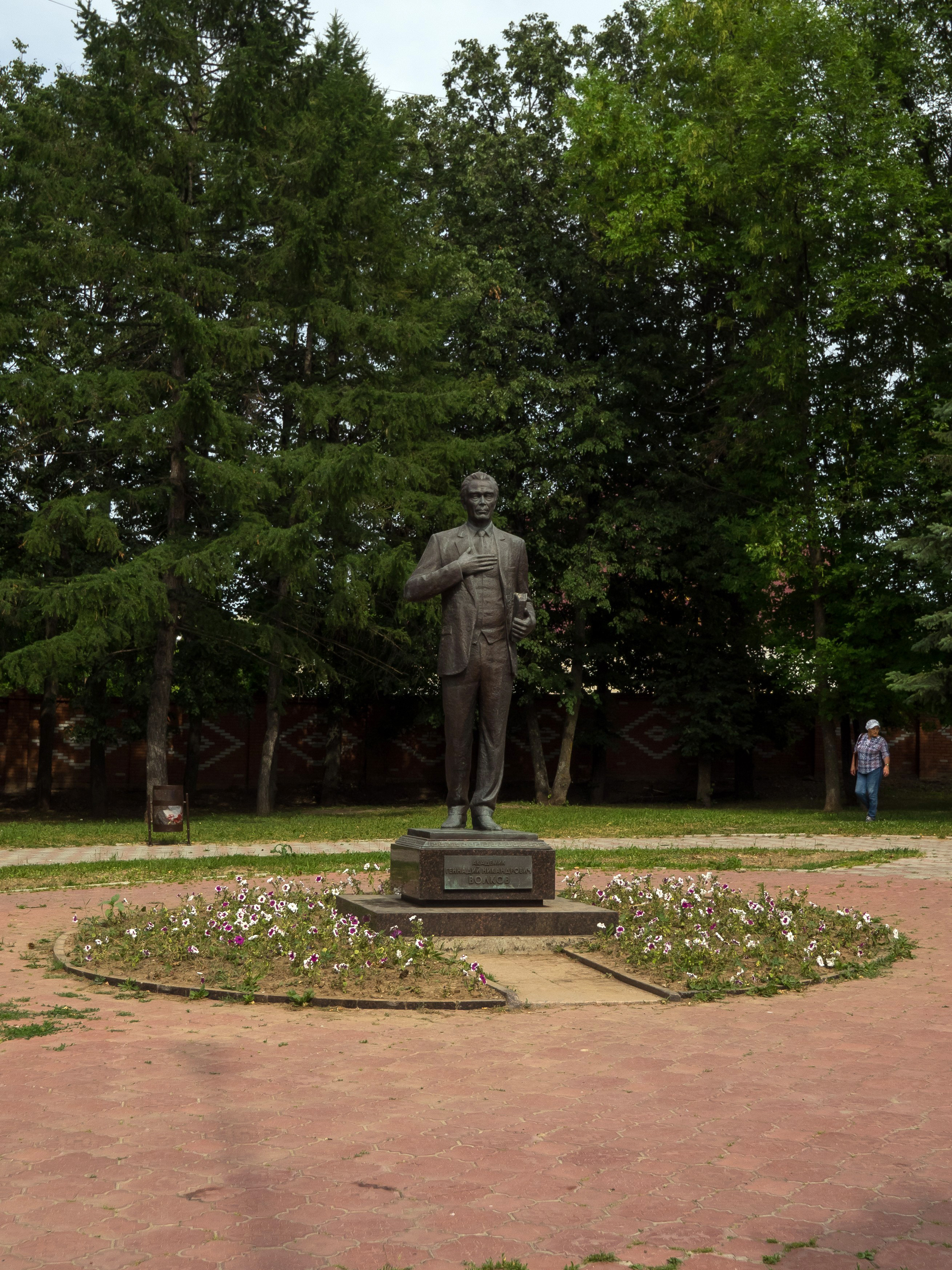
Памятник в Чебоксарах

- Памятник Геннадию Волкову в городе Чебоксары[7][8]

- Сквер в селе Красные Четаи с памятными посадками дуба (Сквер им. российского академика Г. Н. Волкова).
- Научно-исследовательский институт этнопедагогики при Чувашском государственном педагогическом университете им. И. Я. Яковлева носит имя академика РАО Волкова Г. Н.[9]
- МБОУ СОШ № 62 города Чебоксары носит имя академика РАО Г. Н. Волкова[10]
- Улица Волкова в Чебоксарах.
- Инициативная группа граждан по предложению Г. А. Викторова учредила Фонд имени академика Г. Н. Волкова
- Фонд имени академика Г. Н. Волкова, Чувашский государственный педагогический университет имени И. Я. Яковлева и Калмыцкий государственный университет учредили Международную премию и медаль имени академика Г. Н. Волкова;
- В 2009 году Муниципальному образовательному учреждению «Большеяльчикская СОШ» присвоено имя Г. Н. Волкова.
- 31 октября 2011 года открыта Мемориальная доска академику Геннадию Никандровичу Волкову в г. Чебоксары по адресу: пр. Ленина, 24 (автор — скульптор Владислав Немцев).
- В 2019 году Министерство образования и молодёжной политики Чувашской Республики учредило ведомственную награду — нагрудный знак имени Г. Н. Волкова «За достижения в педагогике».